# Andrea
Andrea eller Andréa är ett grekiskt namn, bildat av ordet andros som betyder människa. Det är femininformen av Andreas.
På svenska och de flesta andra språk är Andrea ett kvinnonamn, men på italienska är det normalt ett mansnamn (en form av Andreas).
Det äldsta belägget för Andrea i Sverige är från år 1693. Under 1800-talet var namnet ganska vanligt, men försvann sedan ur namnskicket. I slutet av 1900-talet fick dock namnet en ny uppsving. Den 31 december 2014 fanns det totalt 10 363 kvinnor och 308 män folkbokförda i Sverige med namnet Andrea/Andréa, varav 4 816 kvinnor och 194 män bar det som tilltalsnamn.
Namnsdag i Sverige: 10 juli, (1986–1992: 30 november, 1993–2000: 1 november). I den finlandssvenska namnsdagslängden har Andrea namnsdag 30 november sedan 1995.

## Personer med namnet Andrea/Andréa

### Kvinnor

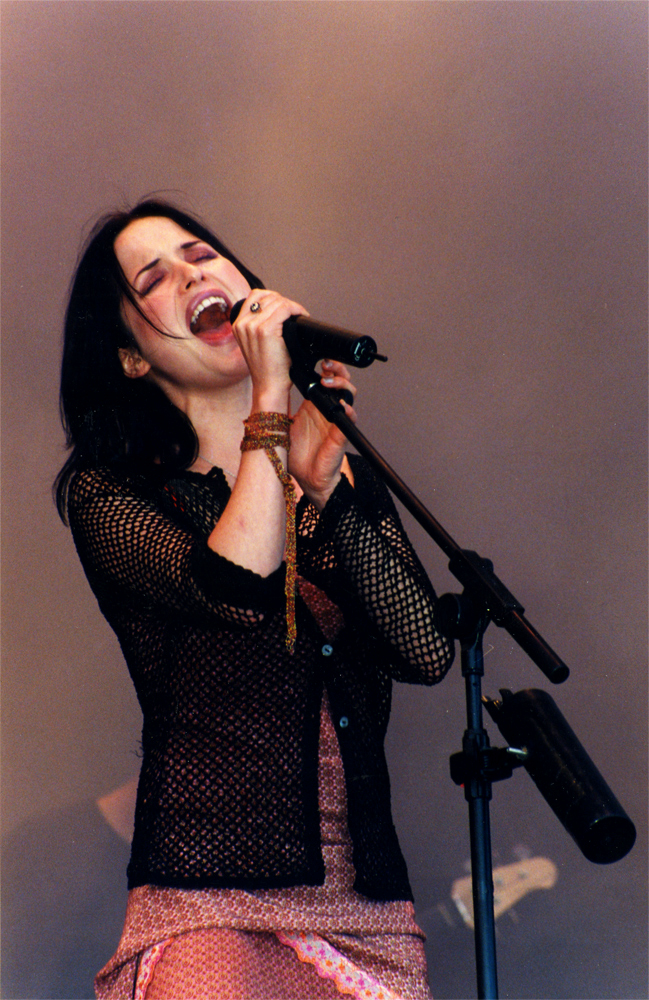
Andrea Corr

- Andrea Andreen, svensk läkare, pacifist
- Andrea Bowen, amerikansk skådespelerska
- Andrea Corr, irländsk sångerska (i bandet The Corrs)
- Andrea Dewar, kanadensisk vattenpolospelare
- Andrea Dworkin, amerikansk feminist och författare
- Andrea Fischbacher, österrikisk alpin skidåkare
- Andrea Geyer, tysk konstnär
- Andrea Ghez, amerikansk astronom och nobelpristagare
- Andrea Henkel, tysk skidskytt
- Andrea Jaeger, amerikanskt tennisproffs
- Andrea Myrander, svensk sångerska och fotomodell
- Andrea Savage, amerikansk skådespelerska
- Andrea Maria Schenkel, tysk författare
- Andrea Šušnjara, kroatisk sångerska
- Andrea Temesvari, ungerskt tennisproffs
- Andrea Vagn Jensen, dansk skådespelerska

### Män

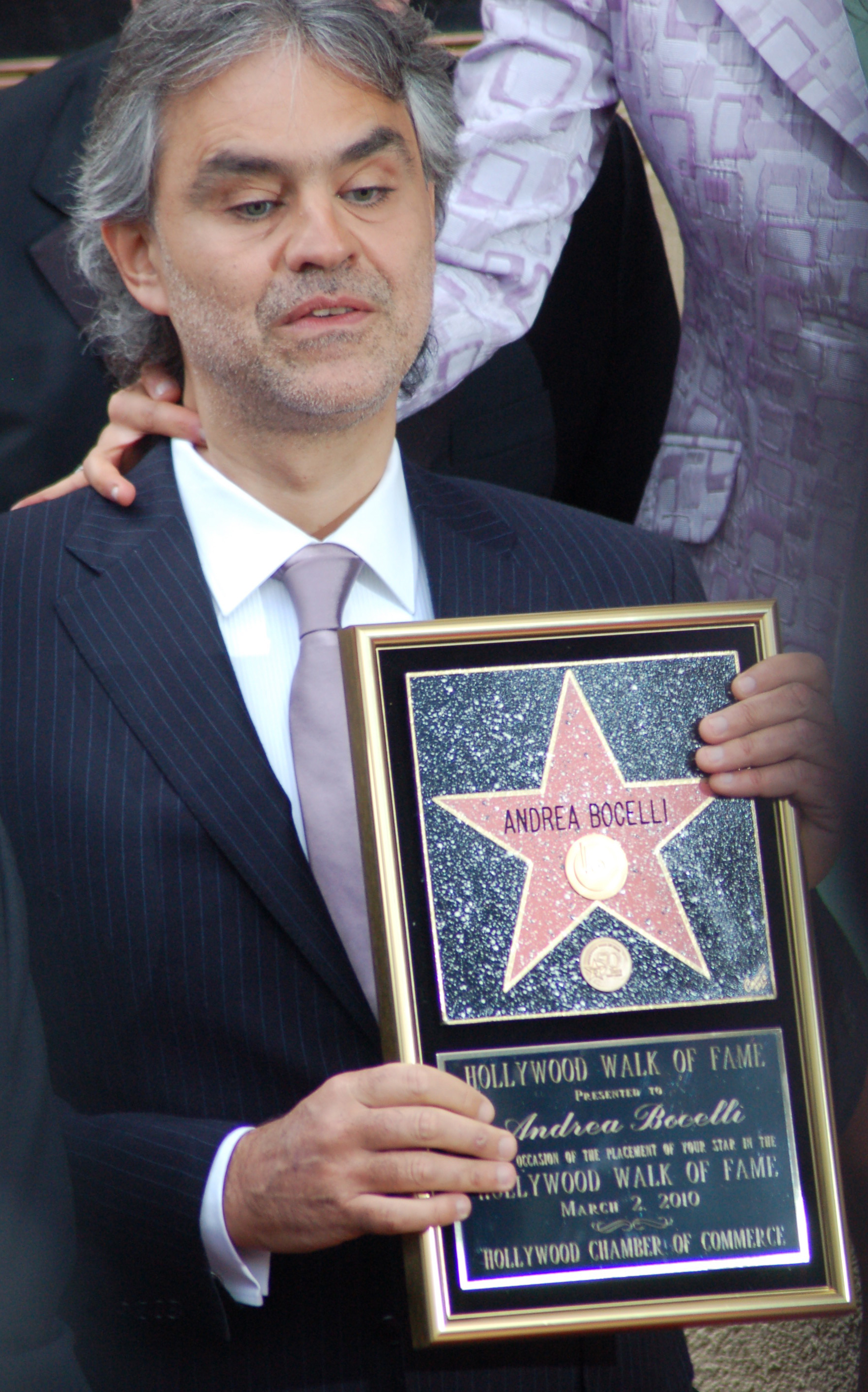
Andrea Bocelli

- Andrea Appiani, italiensk konstnär
- Andrea Bocelli, italiensk sångare
- Andrea Bolgi, italiensk skulptör
- Andrea Camilleri, italiensk författare
- Andrea Casiraghi, prins av Monaco
- Andrea Cesalpino, italiensk botaniker och filosof
- Andrea Conti, italiensk fotbollsspelare
- Andrea Conti, italiensk taekwondoutövare
- Andrea del Castagno, italiensk konstnär
- Andrea della Robbia, italiensk skulptör
- Andrea del Verrocchio, italiensk konstnär
- Andrea Doria, italiensk furste
- Andrea Dossena, italiensk fotbollsspelare
- Andrea Gabrieli, italiensk kompositör
- Andrea Luchesi, italiensk kompositör
- Andrea Mantegna, italiensk konstnär
- Andrea Moletta, italiensk tävlingscyklist
- Andrea Palladio, italiensk renässansarkitekt
- Andrea Pirlo, italiensk fotbollsspelare
- Andrea Pisano, italiensk konstnär
- Andrea Pozzo, italiensk konstnär
- Andrea Sacchi, italiensk konstnär
- Andrea Sansovino, italiensk skulptör
- Andrea Schiavone, italiensk konstnär
- Andrea Tafi, italiensk tävlingscyklist